# Bjugn
Bjugn là một đô thị hạt Trøndelag, Na Uy. Nó là một phần của khu vực Fosen. Botngård và Lysøysund nằm ở Bjugn. Botngård là trung tâm hành chính của đô thị Bjugn với dân số (năm 2008) là 1.851 người trên 4.575 cư dân ở Bjugn.
Bjugn đã được tách ra từ Orland năm 1853. Nes và Stjørna đã được tách ra từ Bjugn ngày 1 tháng 1 năm 1899, nhưng lại sáp nhập với Bjugn ngày 1 tháng 1 năm 1964. Jøssund cũng đã được sáp nhập với Bjugn cùng ngày. Dân số của Bjugn sau đó tăng từ 1.240 đến 4.940.